# Dividenda
Dividenda je peněžité plnění akciových společností vyplácené akcionářům podle rozhodnutí valné hromady: Vyplácí se majitelům akcií podle rozhodného dne jejich držení. Vyjadřuje se zpravidla pevnou částkou na akcii. Ideální představa je, že výše dividendy závisí především na zisku akciové společnosti po zaplacení daní, ale dividendu může vyplácet i společnost momentálně bez zisku nebo naopak i zisková společnost nemusí vyplácet žádné dividendy.
Výše dividendy je jedním z činitelů, které ovlivňují kurz akcie. Proto se případné výkyvy ceny akcií bezprostředně po vyplacení dividendy mohou tlumit výplatou dividend po částech, například čtvrtletně po čtvrtinách.

## Terminologie dividendových dnů
Declaration date je den, kdy jsou oficiálně vyhlášena důležitá data potřebná k výplatě dividendy. Data vyhlašovaná v Declaration date jsou podrobně rozepsaná níže.
In-dividend date neboli poslední den s nárokem na dividendu. Pokud nakoupíte akcie v tento den, můžete se spolehnout, že obchod bude vypořádán do record date a vy budete oficiálním vlastníkem akcií či vlastníkem ekonomických práv k vámi nakoupené akcii. Jelikož na různých burzách využívají různé časové vypořádání, může být na různých trzích toto datum pro stejnou akcii odlišné. Zjednodušeně nám toto datum říká, kdy musíme nakoupit akcii, abychom měli právo na dividendu.
Ex-dividend date je první den, kdy se akcie obchoduje bez nároku na dividendu. Zavírací cena akcie v In-dividend date se před otevřením trhů technicky sníží o hrubou výši dividendy.
Record date neboli rozhodný den je dnem, kdy společnost vyplácející dividendu identifikuje každého akcionáře dle výpisu z depozitáře. Record date je vždy in-dividend + doba vypořádaní na burze.
Payment date je dnem, kdy se vyplácí akcionářům dividenda. U českých akcií listovaných na akcionářovo jméno se stále využívá výplata dividendy pomocí složenky, v ostatních případech obdržíte dividendu na váš investiční účet.

## Zdanění dividend
Vyplacená dividenda se opět daní, například srážkou u zdroje, v České republice sazbou 15 %. Protože se dividendy vyplácejí až z čistého zisku společnosti, po odvedení daně z příjmů, jde o vícenásobné zdanění: To je však celosvětově platný a investory trpně přijímaný známý fakt. Toto daňové zneefektivnění toku peněz z výnosů firmy zpět k investorům bývá argumentem pro manažery, aby nakonec raději nevypláceli vůbec žádné dividendy. Ovšem dlouhodobé sledování výkonnosti akcií ukazuje, že už samo jejich vyplácení stabilizuje kurz, že cena takové akcie v dlouhodobém měřítku roste rychleji a v případě krize neklesá tak hluboko.

## Dividendová politika
I když už padne rozhodnutí o vyplácení dividendy, stále zůstává otázka, jak určit její výši pro tento okamžik a jak nastavit pravidla pro její vyplácení i do budoucna: Mít takové pravidlo stanovené předem, třeba i zveřejněné, působí věrohodně a umožňuje lepší plánování i firmě samotné.
Při stanovování výše dividendy se uplatňuje vícero protichůdných vlivů:
- "Spravedlivá" dividenda by podle některých měla kopírovat ziskovost firmy.
- Vyplacené dividendy nemohou být reinvestovány a firma pak neroste natolik rychle, jak by mohla, čímž snižuje své budoucí zisky.
- Akcionáři na jedné straně vidí rádi růst dividend od výplaty k výplatě, ale její pokles naopak nesou těžce, což se dále negativně může projevit i na kurzu.

Během historie manažeři a ekonomové navrhli několik možných strategií a formulovali je i do konkrétních výpočetních vzorců.

## Reakce trhu po výplatě

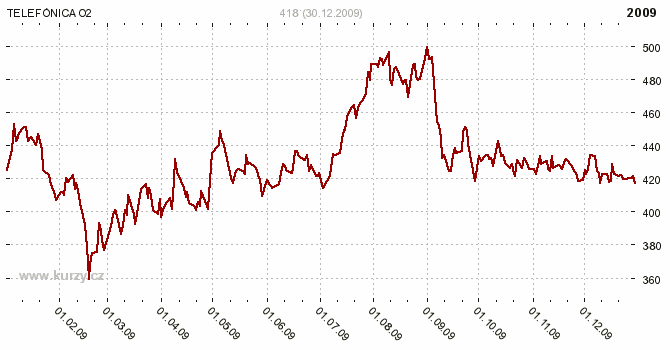
Kurz akcie Telefonica O2 na Burze Praha v roce 2009

Následující obchodní den po rozhodném dni reagují akcie zpravidla technickou korekcí o celou výši dividendy.
Například Telefónica O2 má rozhodný den pro výplatu dividendy 9. září 2009 se splatností od 7. října 2009. Každý, kdo bude držet akcie Telefónica O2 9. září po uzavření trhů, má nárok na dividendu v hrubé výši 50 Kč. Při obchodování na RM Systému, na kterém probíhá převod akcií v den obchodu, nebude možné nakupovat 10. září 2009 akcie s nárokem na dividendu, proto kurz akcie tento den ráno poklesne o hrubou dividendu, tedy o celých 50 Kč: O tuto částku se majetek firmy skutečně sníží. V případě obchodování na Burze Praha, která měla v roce 2009 vypořádání v čase T+3 (tři obchodní dny po uzavření obchodu) nastane tedy tento pokles o 3 obchodní dny dříve, 7. září 2009. Kurz akcie Telefónica O2 se tak na trzích s rozdílným vypořádáním po dobu 3 dnů liší zhruba o výši dividendy

Z dividendy v hrubé výši 50 Kč dostane akcionář 42,50 Kč: daň 7,50 Kč z dividend Českému státu za podílníka předem odvede už firma sama. Pokles kurzu, technická korekce, nemusí být přesně ve výši dividendy: Záleží na momentální situaci na akciovém trhu. Cenotvorný vývoj může v reakci na nové informace korekci zcela vykompenzovat, anebo ještě podstatně prohloubit.